# Martyna Krawczyk
Martyna Krawczyk (ur. 8 sierpnia 1982) – polska pływaczka, mistrzyni i reprezentantka Polski, specjalistka stylu klasycznego.

## Kariera sportowa
Była zawodniczką MKS Trójka Łódź. Na mistrzostwach Polski seniorów na basenie 50-metrowym zdobyła jeden tytuł mistrzowski (200 m stylem klasycznym - 1999), trzy tytuły wicemistrzowskie (100 m stylem klasycznym - 1997, 1999, 200 m stylem klasycznym - 2000) i cztery brązowe medale (50 m stylem klasycznym - 1997, 200 m stylem klasycznym - 1997, 1998, 2002). W latach 2002–2004 była zawodniczką drużyny Uniwersytetu Miami
Jej największym sukcesem na arenie międzynarodowej było 7. miejsce na mistrzostwach Europy seniorów na basenie 50-metrowym w 2000 na dystansie 200 m stylem klasycznym, z czasem 2:30.98 oraz 7. miejsce na tych samych zawodach w sztafecie 4 x 100 m stylem zmiennym, z rekordem Polski 4:12.77 (partnerkami były Aleksandra Miciul, Otylia Jędrzejczak i Agnieszka Braszkiewicz). Znajdowała się w szerokiej kadrze przed Igrzyskami Olimpijskimi w Sydney (2000), ale ostatecznie nie uzyskała wymaganego minimum. Bez sukcesów startowała także na mistrzostwach Europy na basenie 25-metrowym w 1998 (z czasem 33.98 odpadła w eliminacjach wyścigu na 50 m stylem klasycznym) i 2000 (odpadła w eliminacjach wyścigów na 100 m stylem klasycznym (18 czas eliminacji - 1:11.18) i 200 m stylem klasycznym (9 czas eliminacji - 2:29.46).